# Stazione di Montecosaro
La stazione di Montecosaro è una stazione ferroviaria posta sulla linea Civitanova Marche-Fabriano. Serve il centro abitato di Montecosaro.